# Leptoneta vittata
Leptoneta vittata là một loài nhện trong họ Leptonetidae.
Loài này thuộc chi Leptoneta. Leptoneta vittata được L. Fage miêu tả năm 1913.